# 希爾策山

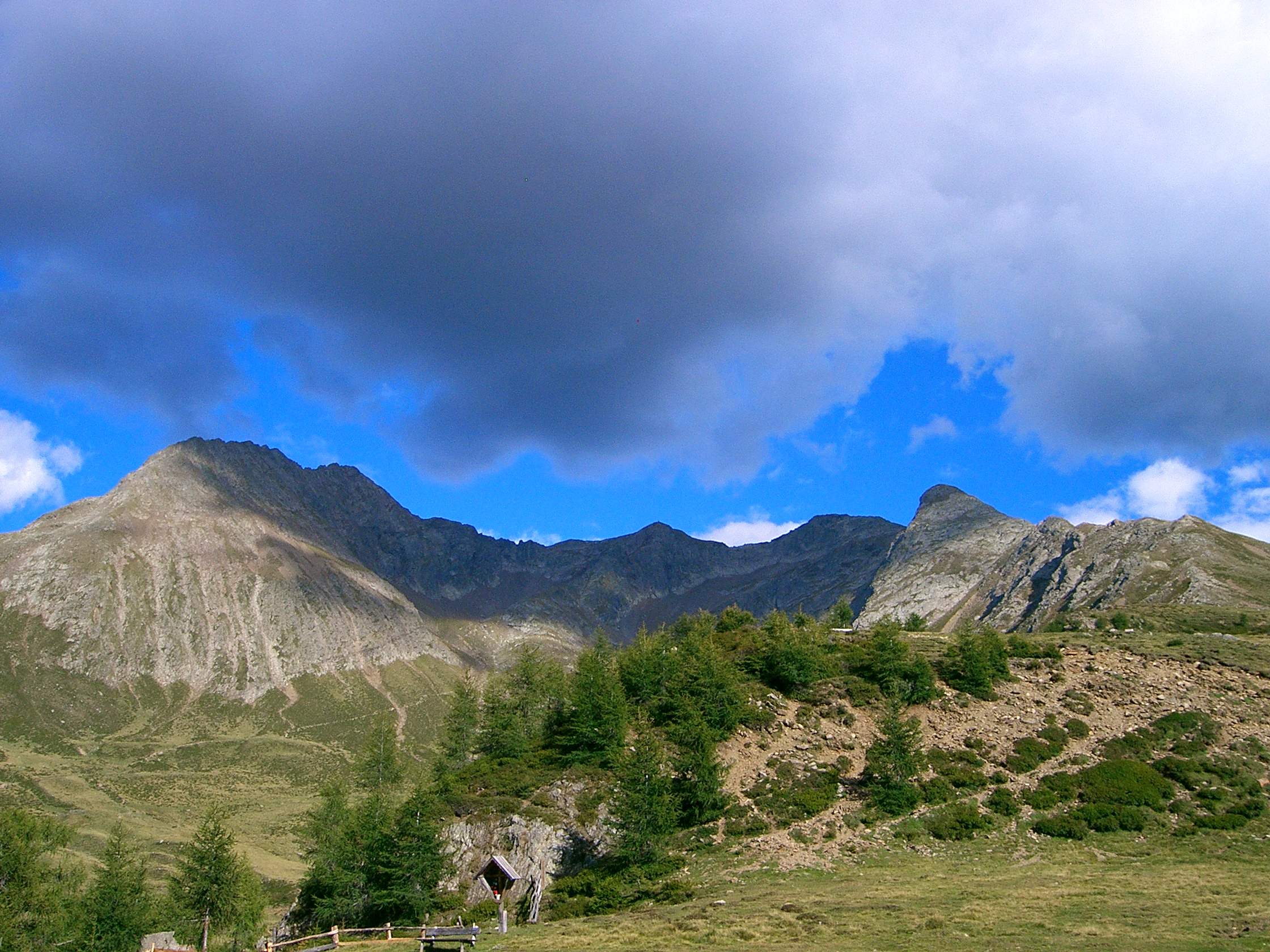

46°44′13″N 11°16′35″E / 46.73694°N 11.27639°E
希爾策山（德語：Hirzer），是意大利的山峰，位於該國北部，由博爾扎諾-南蒂羅爾自治省負責管轄，屬於萨恩塔尔山脉的一部分，海拔高度2,781米，每年平均降雨量1,426毫米。